# Zuyd Hogeschool

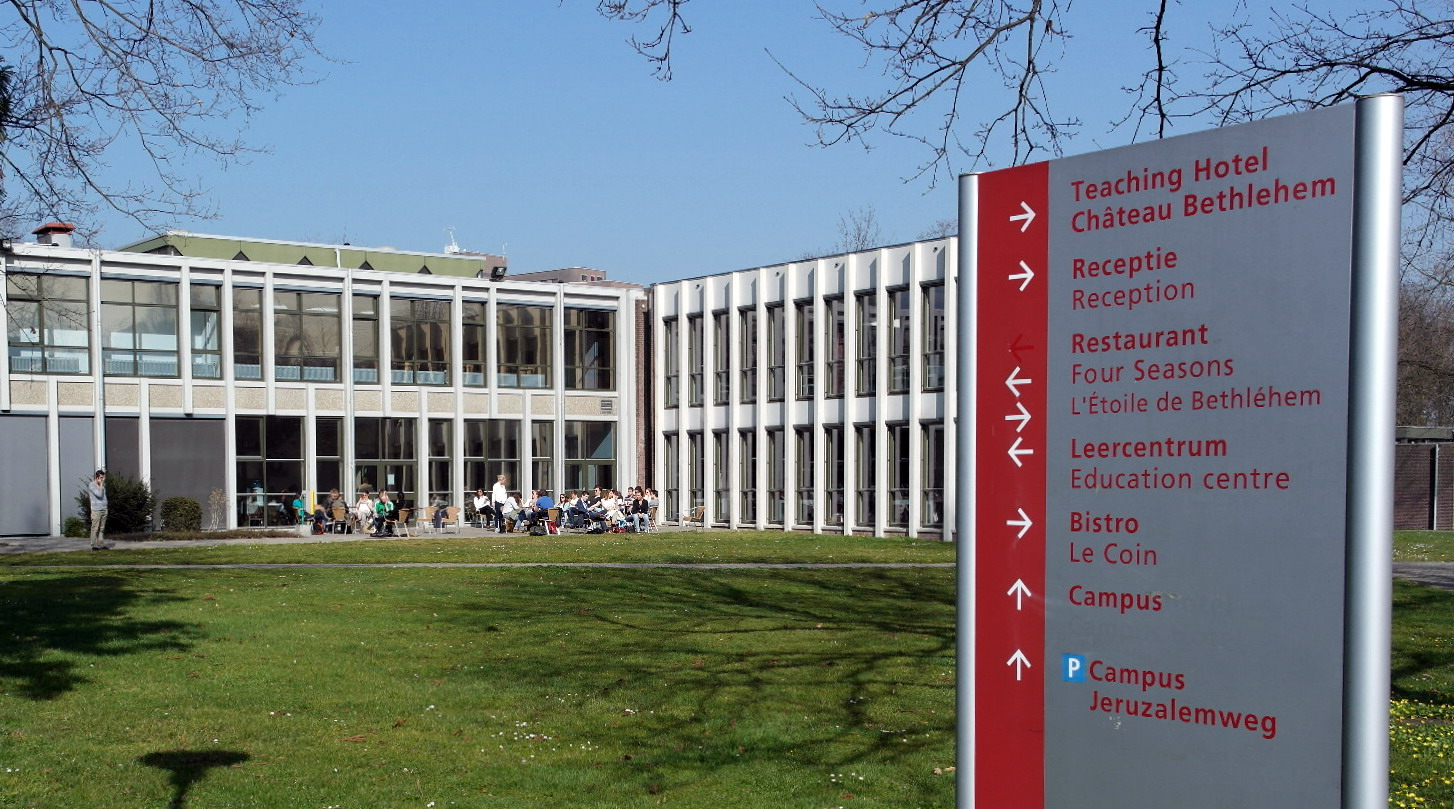
Hotel Management School Maastricht

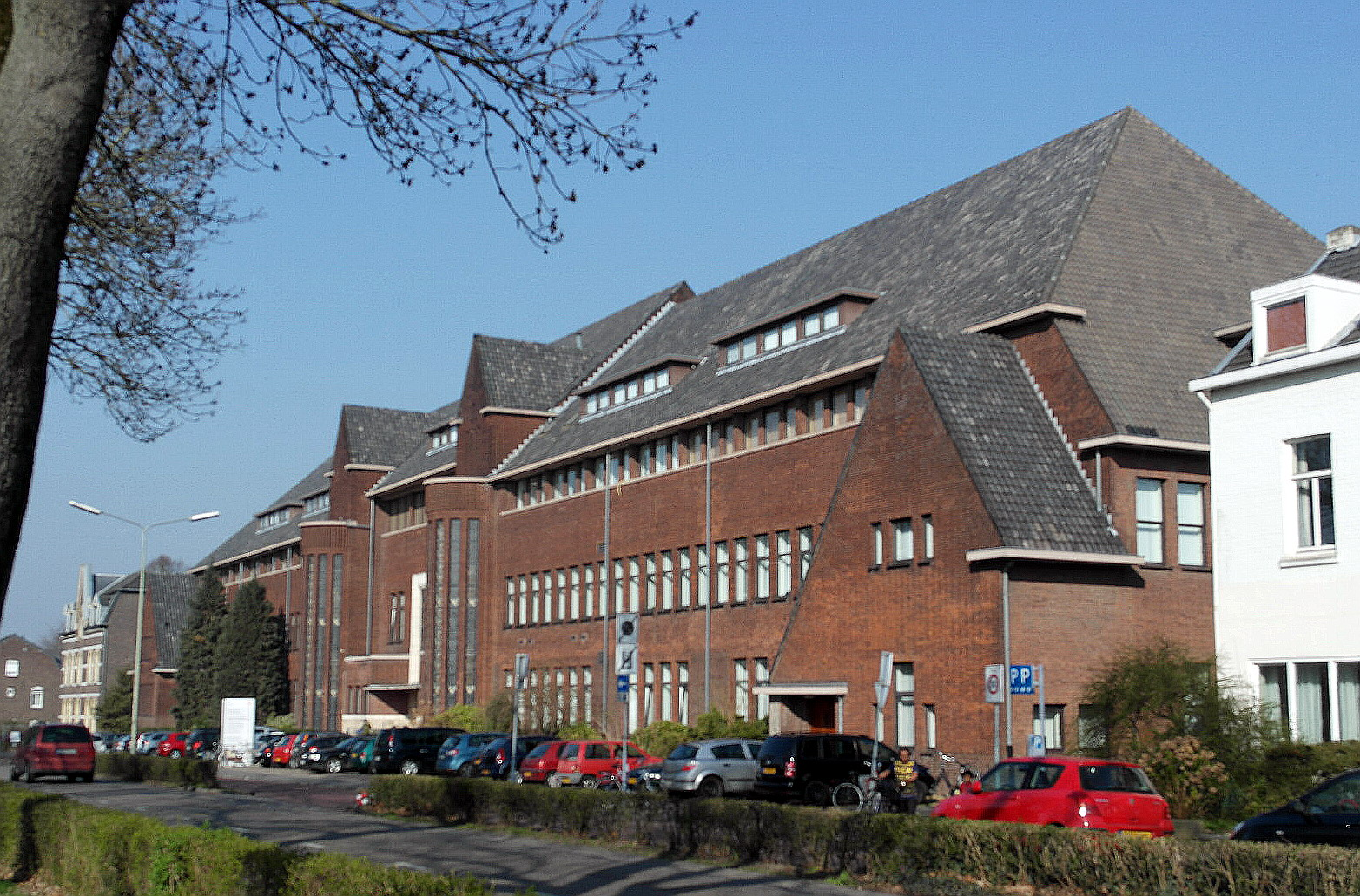
Sprachen-, Medien- und Businessakademie Maastricht

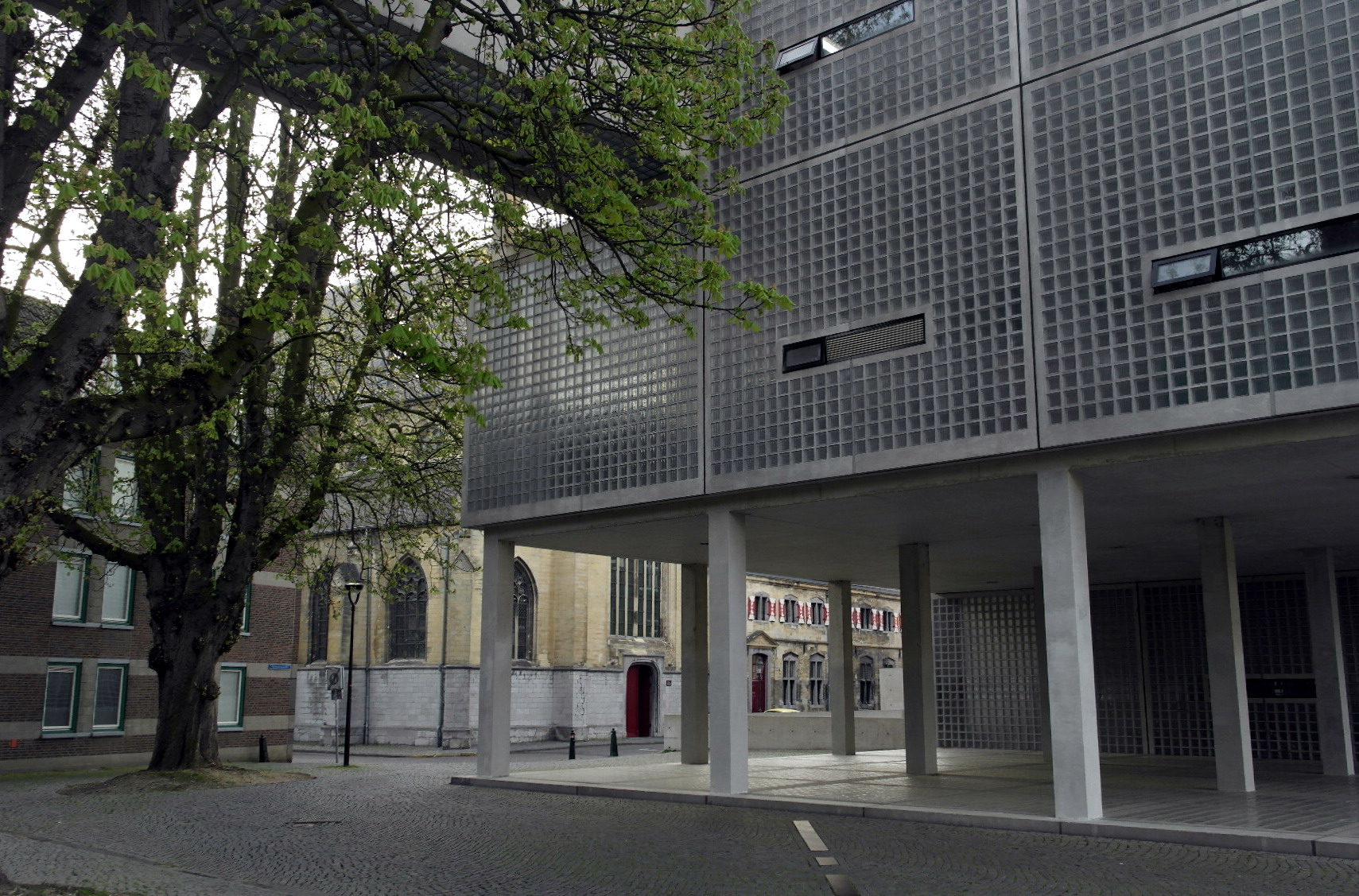
Akademie für Bildende Künste Maastricht

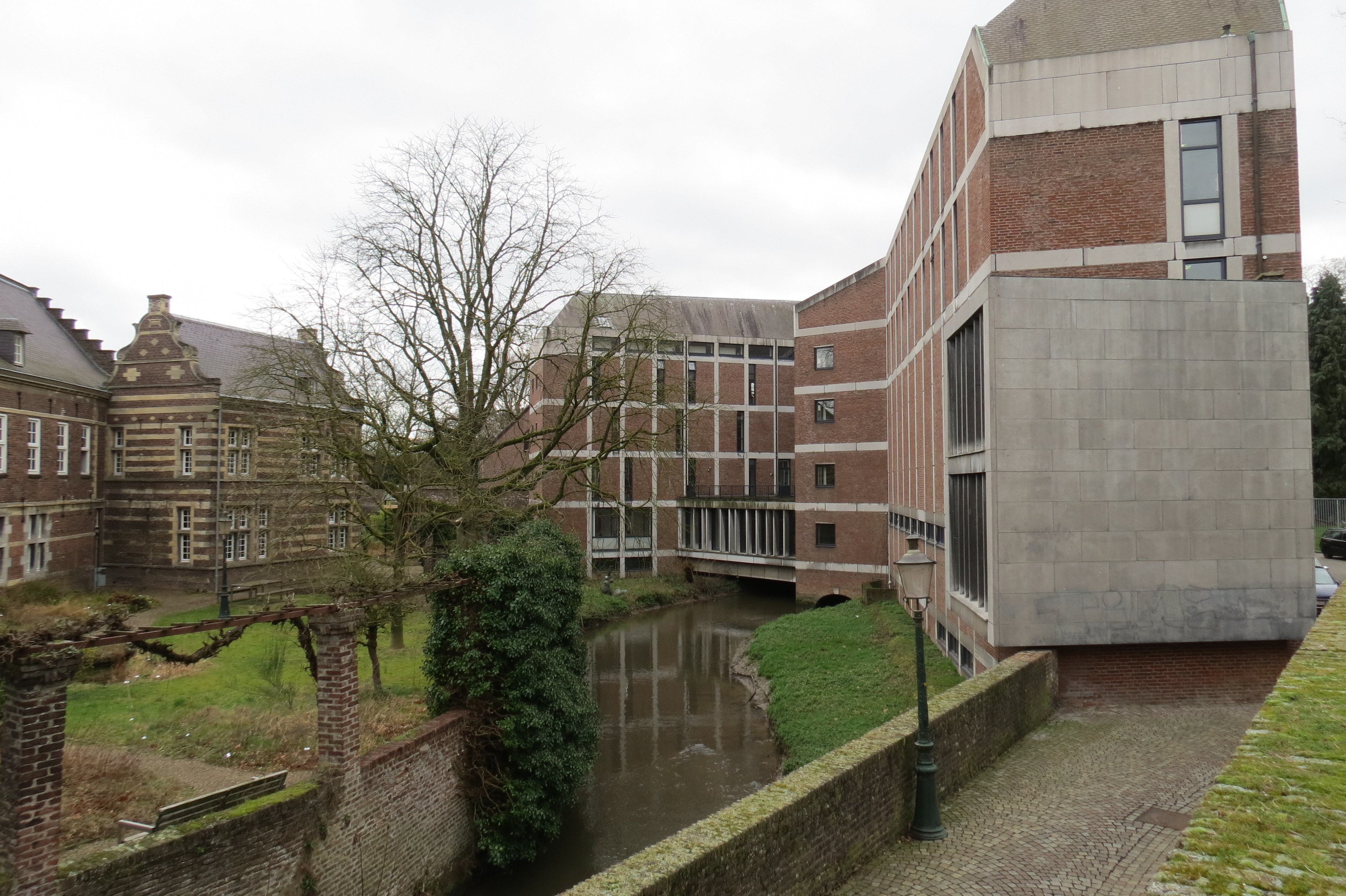
Konservatorium Maastricht

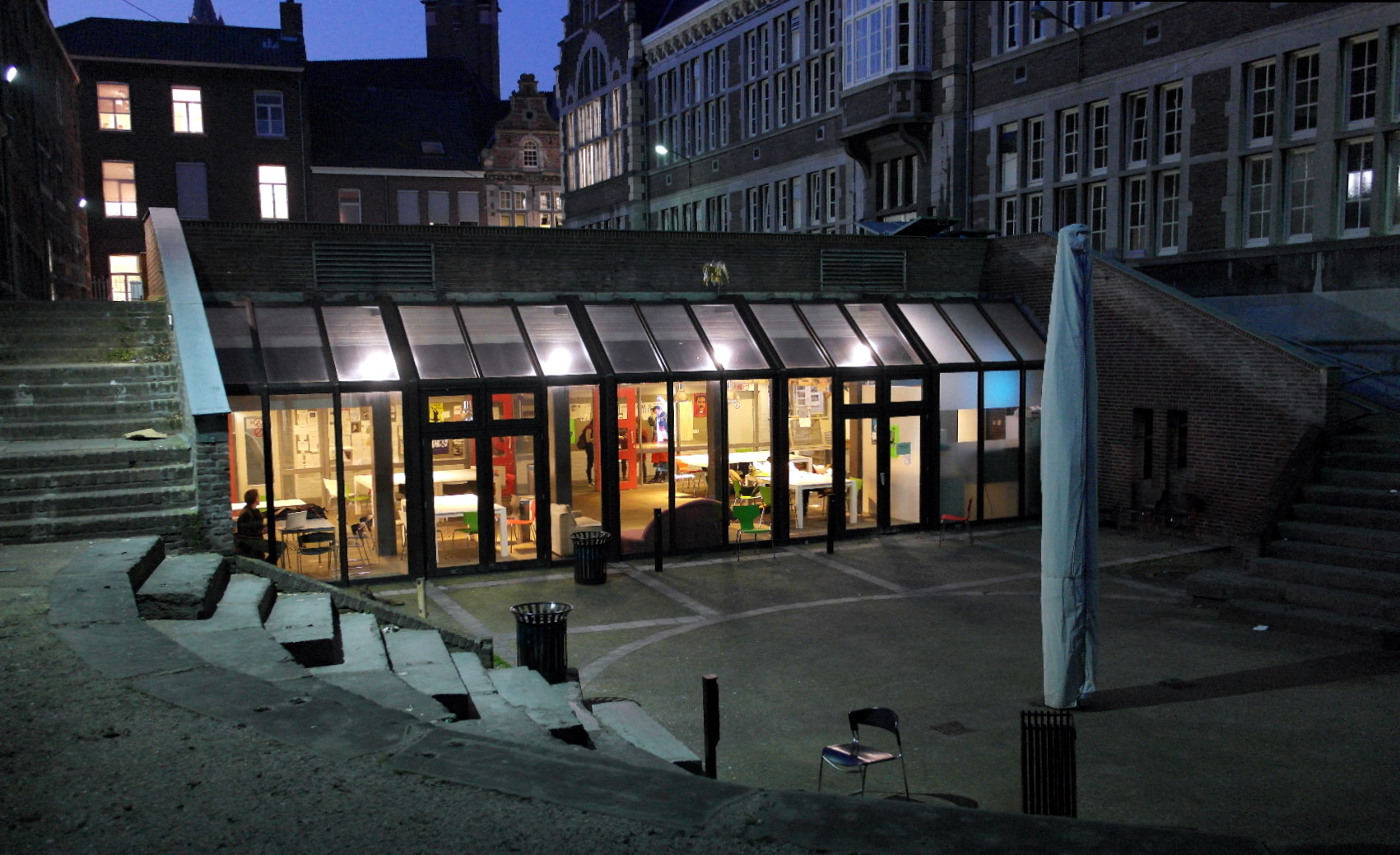
Theaterakademie Maastricht

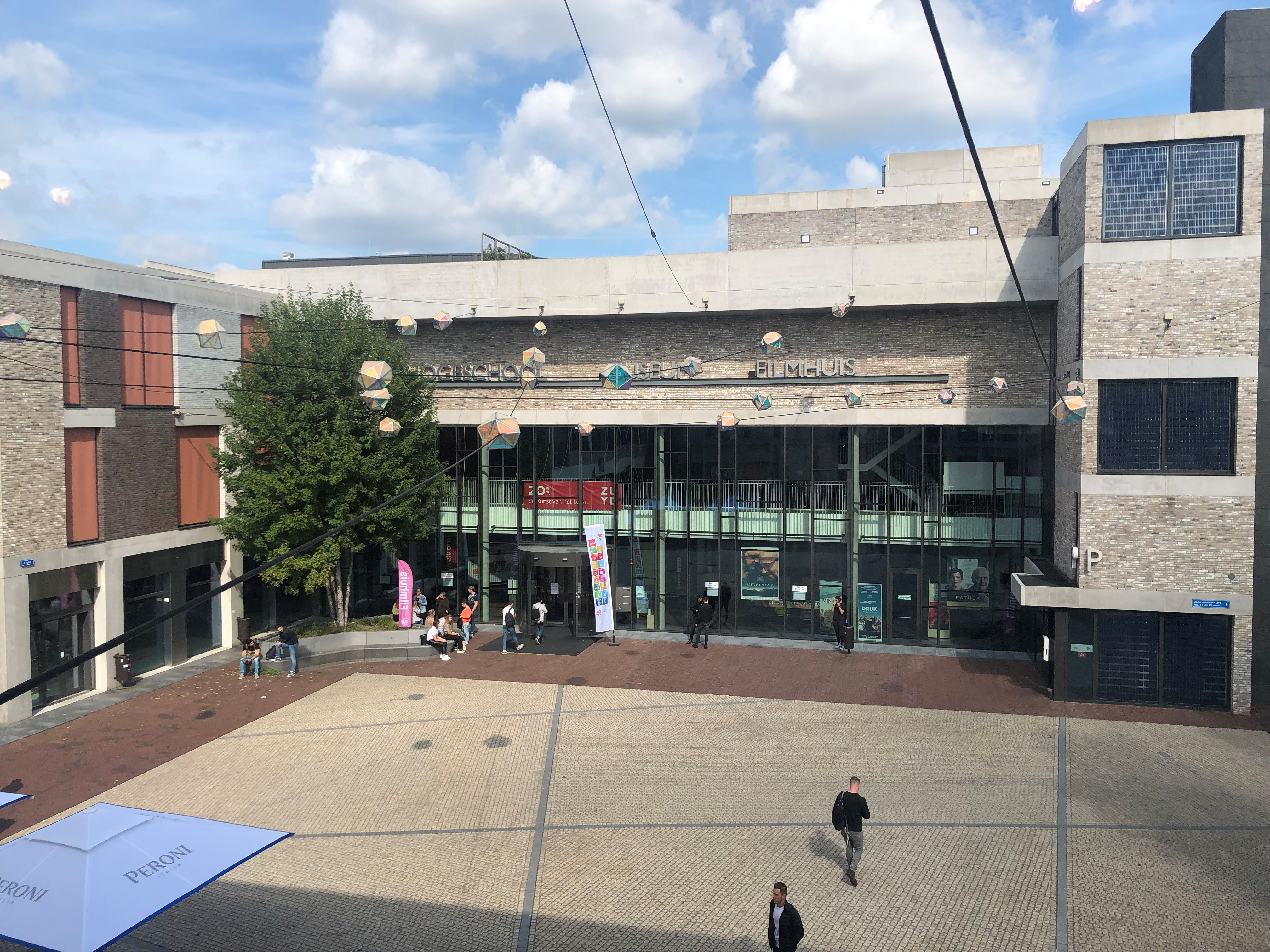
Zuyd Hogeschool in Sittard

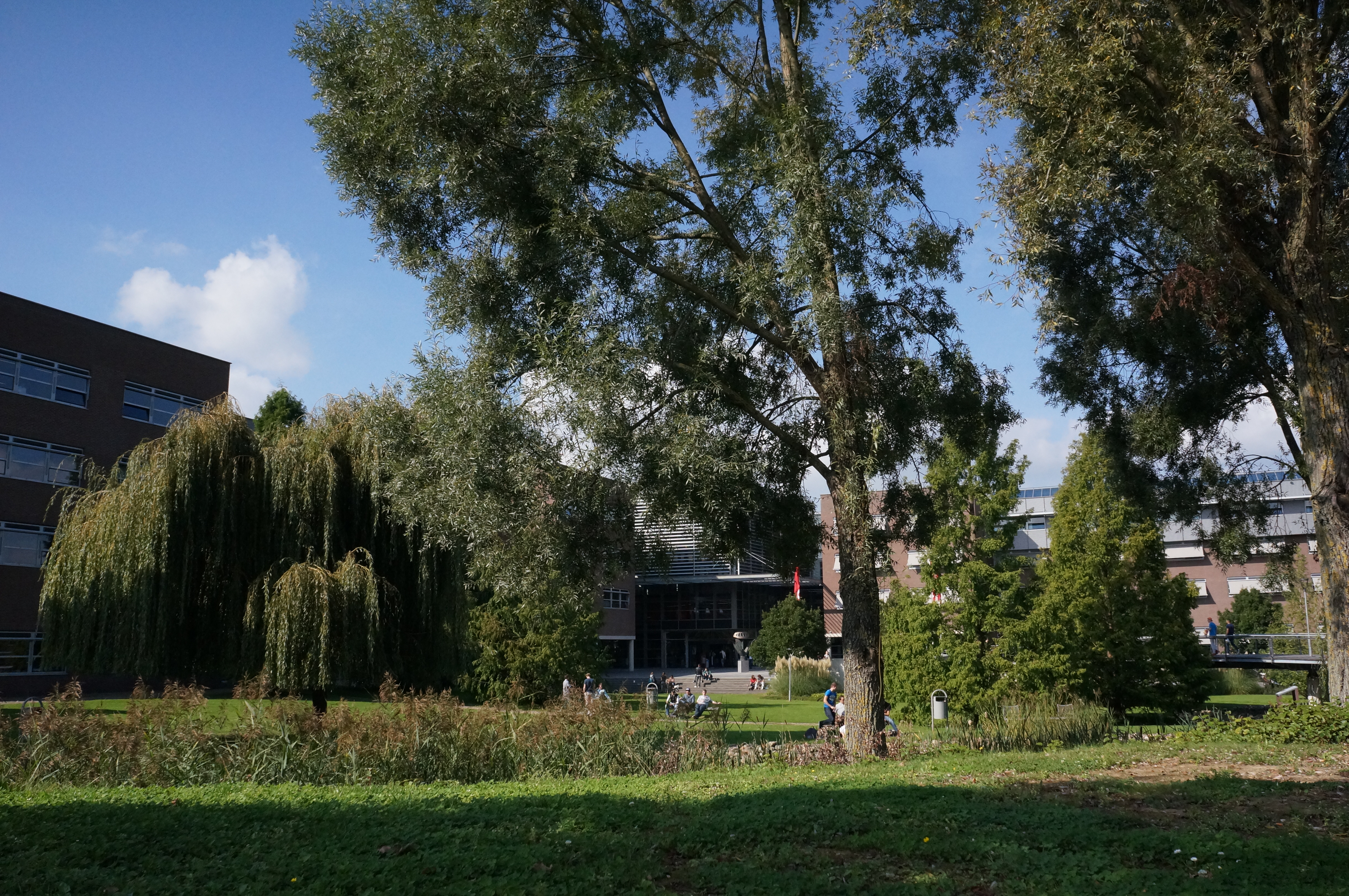
Ingenieurs- und Gesundheitswesen in Heerlen

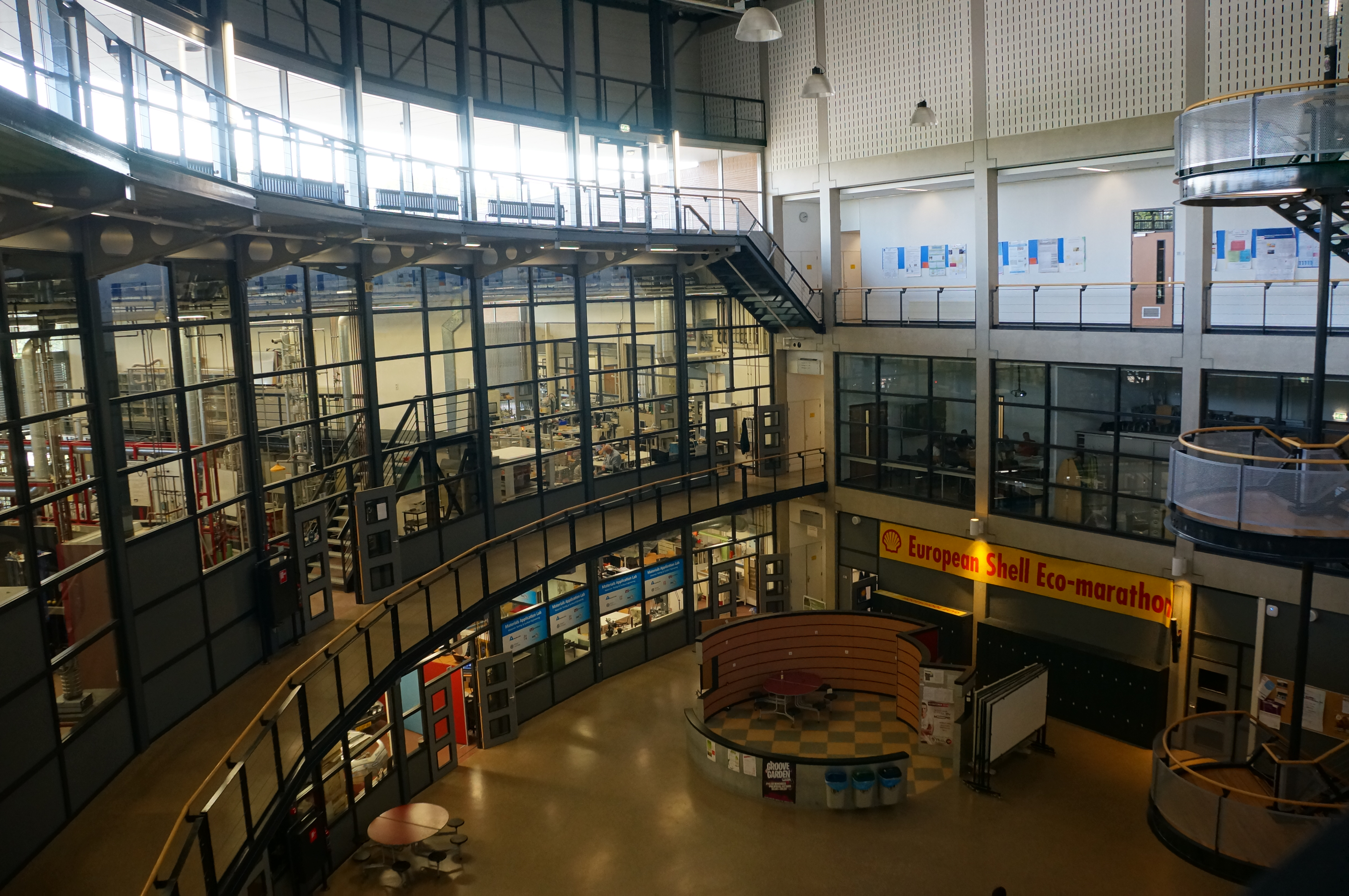
Labortrakt in Heerlen

Die Zuyd Hogeschool (früher Hogeschool Zuyd) ist ein Bildungsinstitut, vergleichbar mit den deutschen Fachhochschulen, in der niederländischen Grenzregion Südlimburg. Die Fakultäten befinden sich in den Städten Maastricht, Heerlen und Sittard. Die englischsprachige Bezeichnung lautet Zuyd University of Applied Sciences. An der Hochschule sind rund 15.000 Studenten eingeschrieben und arbeiten etwa 1800 Mitarbeiter.
Die Fachhochschule umfasst folgende Fachgebiete:
- Wirtschaft & Sprachen
- Verhaltenswissenschaft und Gesellschaftskunde
- Heilberufe
- Unterricht
- Technik und Informatik
- Kunst

## Fakultäten
- Fakultät Gesundheit und Technik
  - Biometrie
  - Physiotherapie
  - Logopädie

- Fakultät Gesundheit und Pflege
  - Kreative Therapie
  - Ergotherapie
  - Gesundheits- und Krankenpflege
  - Advanced Nursing Practice (Master)
  - Operationsassistent und Anesthesistassistent
  - Radiodiagnostischer Laborant

- Fakultät Bèta Sciences and Technology.
  - Applied Science (Bio-Chemische Ausbildung)
  - Built Environment (Gebäudetechnik)
  - Engineering (Wirtschaft und Mechatronik)

- Fakultät Unterricht
  - Ausbildung für das Lehramt an Grundschulen

- Fakultät Informationstechnologie
  - Informatik
  - Netzwerkinfrastruktur Design
  - Technische Informatik
  - Information Management

- Akademie Bildende Künste Maastricht (früher: Stadtsakademie für bildende Künste)
  - Autonome Bildende Kunst
  - Dozent Bildende Kunst und Gestaltung
  - Gestaltung
  - Communication and Multimedia Design
  - Visuelle Kommunikation
  - Scientific Illustration

- Akademie der Baukunst
  - Architektur (Master)

- Konservatorium Maastricht
  - Dozent Musik
  - Musik
  - Aufbaustudium Musik

- Theaterakademie Maastricht
  - Schauspieler
  - Regisseur
  - Theater-Performer
  - Bühnenbild und Kostümentwurf
  - Dozent Drama/Regisseur

- Fakultät Internationale Kommunikation
  - European Studies
  - International Business and Languages
  - Orientalische Sprachen und Kommunikation
  - Übersetzungsakademie

- Hotel Management School Maastricht
  - Hotelfachhochschule
  - Hotel & Tourism Management (MBA)
  - Master Innovative Hospitality Management (Master)

- Akademie Hebamme Maastricht
  - Hebamme

- Fakultät Soziale Studien
  - Social Work
  - Comparative European Social Studies (master)

- Fakultät Finanzielles Management
  - Accountancy
  - Betriebswirtschaft
  - International Business and Management Studies

- Fakultät Kommerzielles Management
  - Bachelor of Commerce

- Fakultät People & Business Management
  - People & Business Management
  - Personal Leadership in Innovation & Change

- Fakultät Jura
  - Höhere juridische Ausbildung